# Рудольф Бауер
Рудольф Бауер (угор. Bauer Rudolf; 2 січня 1879, Будапешт — 9 листопада 1932, Шошер) — угорський легкоатлет, чемпіон літніх Олімпійських ігор 1900.
На Іграх Рудольф Бауер брав участь в змаганнях з метання диска. З новим Олімпійським рекордом — 36,04 м — він виграв змагання, отримавши золоту медаль.